# Abies nephrolepis
Abies nephrolepis là một loài thực vật hạt trần trong họ Thông. Loài này được (Trautv. ex Maxim.) Maxim. miêu tả khoa học đầu tiên năm 1866.